# منزل البقرولي
منزل البقرولى أو وقف الست نفيسة الباقرجية (1131 هـ / 1719م): واحد من أجمل المنازل وسط عشرات المنازل الأثرية في رشيد. 
يعد منزل البقرولي «وقف الست نفيسة الباقرجية» 1131 هـ / 1719 م من أجمل المنشأت المعمارية الأثرية والتاريخية في رشيد، وقد تم تسجيله ضمن الأثار بالقرار رقم 10357 لسنة 1951. 
يقع بشارع علي الجارم وهو مكون من ثلاثة أدوار وله واجهتان الواجهة الشرقية ويقع بها المدخل البارز الذي يتوسطه باب المخزن وعلى المدخل زخارف بالطوب قوامها أشكال متدرجة (شمعدان) وفي الطرف الشمالى يقع شباك السبيل الذي يعلوه لوح رخامى عليه كتابة باللغة التركية وتنقسم واجهة الدور الأول إلى قطاعين رأسيين أحدهما بارز على ما ورده ويشغله شباكان يعلوهما ثلاثة شبابيك ويعلوها مناور ويشغل القطاع الثانى شباك يعلوه منور، أما الواجهة الشمالية وبها بالدور الأرضى شباك السبيل في الطرف الشرقى يعلوه لوح رخامى عليه كتابات تركية الدورين الأول والثانى يتكونان من ثلاثة قطاعات يمثل القطاع الأول الدورقاعة والقطاع الثانى يشمل حجرات والثالث المرحاض في كلا من الدورين.